# Giovanni Laurentini
Giovanni Laurentini dit Arrigoni (Sant'Agata Feltria, vers 1550 - Rimini, 1633) est un peintre italien maniériste.

## Biographie
Giovanni Laurentini est né vers l'an 1550 à Sant’Agata Feltria, mais a vécu à Rimini à partir de 1579. Il a épousé Porzia Olfi, une femme issue de la noblesse. Pendant de nombreuses années il a travaillé pour la communauté de Rimini, la noblesse, les ordres religieux, et le clergé en tant que peintre et parfois en tant qu'architecte ce qui lui valut l'appellation de  Magnificus Dominus.
Giovanni Laurentini a été un élève de Federico Barocci.

## Œuvres
- La consegna delle chiavi a San Pietro, signée et datée 1600, Musée de Rimini,
- San Martino e il povero (1594), signée « IOANNES LAVRENTI/NVS ARIM FACIEBA[T] », 122 × 88 cm
- Martyre de saint Jean, église Sant'Agostino,
- Saint Jean
- Saint Paul
- San Bernardino da Siena, église couvent Frati Minori, Rimini,